# Hopkinton (Rhode Island)
Hopkinton é uma vila localizada no estado americano de Rhode Island, no condado de Washington. Foi fundada em 1639 e incorporada em 1757.

## Geografia
De acordo com o United States Census Bureau, a vila tem uma área de 114,6 km², onde 111,2 km² estão cobertos por terra e 3,4 km² por água.

## Demografia
Segundo o censo nacional de 2010, a sua população é de 8 188 habitantes e sua densidade populacional é de 73,61 hab/km². Possui 3 458 residências, que resulta em uma densidade de 31,09 residências/km².